# Michaela Pállová
Michaela Pállová, geborene Michaela Španková, (* 1. August 1999 in Liptovský Mikuláš) ist eine slowakische Volleyballspielerin.

## Karriere

### Vereinskarriere
Michaela Pállová begann ihre Volleyballkarriere in Piešťany beim VKM Piešťany, bevor sie zur Saison 2014/15 nach Nitra zum COP Nitra wechselte, wo sie zwei Spielzeiten verbrachte. Danach wechselte innerhalb der Stadt Nitra zum Volley project UKF Nitra und konnte dort in der Saison 2016/17 und der Saison 2017/18 Vizepokalsieger werden. Zudem wurde sie in der zweitgenannten Saison auch mit ihrem Verein Dritte in der slowakischen Meisterschaft. Zur Saison 2018/19 wechselte sie dann nach Bratislava zum amtierenden Meister VC FTVS UK Bratislava. Mit ihrem neuen Verein wurde sie in der Saison sowohl Vizepokalsiegerin als auch Vizemeisterin. Da sich der Verein nach der Saison aus der Extraliga, der höchsten Liga im slowakischen Frauenvolleyball, zurückzog, kehrte Michaela Pállová zum Volley project UKF Nitra zurück und konnte in der Saison 2020/21 im Challenge Cup mit ihrem Team das Viertelfinale erreichen, wo man dem ungarischen Club 1. MCM-Diamant Kaposvár unterlag. In der darauffolgenden Spielzeit erzielte sie mit ihrem Team die größten Vereinserfolge auf nationaler Ebene. In der Extraliga erreichte man das Playoff-Finale und unterlag dort nach vier Spielen mit 1:3 dem VK Slávia EU Bratislava, wodurch man sich mit der Vizemeisterschaft begnügen musste. Zuvor gab es das Duell gegen diese Mannschaft bereits im Finale des Slovenský pohár (deutsch: „slowakischer Pokal“) dort konnte man sich durch einen 3:0-Sieg den Titel sichern.
Zur Saison 2023/24 verließ Michaela Pállová die Slowakei und wechselte in die tschechische Extraliga zum Rekordmeister VK Prostějov.

### Nationalmannschaftskarriere
Am 16. Mai 2017 debütierte Michaela Pállová beim Freundschaftsspiel gegen Ungarn in der slowakischen Nationalmannschaft und absolvierte seitdem 66 Länderspiele (Stand: 27. August 2023). Zwischen 2019 und 2023 nahm sie auch insgesamt dreimal für die Slowakei an einer Europameisterschaft teil. Die beste Platzierung erreichte sie dabei mit ihrer Mannschaft bei der Europameisterschaft 2023, welche sie auf dem zehnten Platz beendete.